# Elisa Roner
Elisa Roner (4 de julio de 2001) es una deportista italiana que compite en tiro con arco, en la modalidad de arco compuesto.
Ganó dos medallas en los Juegos Europeos de Cracovia 2023. Además, obtuvo dos medallas en el Campeonato Europeo de Tiro con Arco al Aire Libre, en los años 2022 y 2024, y cinco medallas en el Campeonato Europeo de Tiro con Arco en Sala entre los años 2022 y 2024.

## Palmarés internacional
| Juegos Europeos                  | Juegos Europeos    | Juegos Europeos   | Juegos Europeos |
| Año                              | Lugar              | Medalla           | Prueba          |
| -------------------------------- | ------------------ | ----------------- | --------------- |
| 2023                             | Cracovia (Polonia) | Medalla de oro    | Individual      |
| 2023                             | Cracovia (Polonia) | Medalla de bronce | Equipo mixto    |
| Campeonato Europeo al Aire Libre |                    |                   |                 |
| Año                              | Lugar              | Medalla           | Prueba          |
| 2022                             | Múnich (Alemania)  | Medalla de plata  | Equipo          |
| 2024                             | Essen (Alemania)   | Medalla de plata  | Individual      |
| Campeonato Europeo en Sala       |                    |                   |                 |
| Año                              | Lugar              | Medalla           | Prueba          |
| 2022                             | Laško (Eslovenia)  | Medalla de bronce | Equipo          |
| 2024                             | Varaždin (Croacia) | Medalla de oro    | Individual      |
| 2024                             | Varaždin (Croacia) | Medalla de plata  | Equipo          |
| 2025                             | Samsun (Turquía)   | Medalla de oro    | Individual      |
| 2025                             | Samsun (Turquía)   | Medalla de oro    | Equipo          |